# セルパン

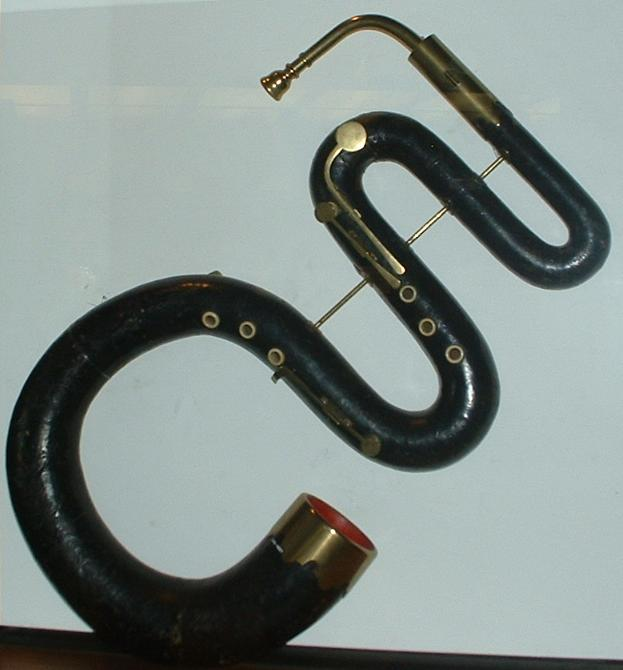
セルパン

セルパン（フランス語: serpent）は、木製の金管楽器の一種。ルネサンス期から主に教会音楽や軍楽隊の楽器として使用された。金属製の管楽器が開発された19世紀半ば以降は使用されることがほぼなく、古楽器の一つと見なされる。

## 解説
セルパンはマウスピースコルネット族の低音・金管楽器である。エーリヒ・フォン・ホルンボステル とクルト・ザックスは、その楽器分類表で、トランペットの傍にこのセルパンを置いている。蛇に似た形に曲げられた長い円錐形をしており、これが名前の由来である（serpentはフランス語と英語(サーペント)で蛇の意、イタリア語ではセルペントーネ serpentone と呼ばれた）。
木製で素材は主にウォールナット（胡桃）が使われ、黒かこげ茶色の革が張られている。木製であるがリードではなく吹き口を備えているため、木管楽器ではなく金管楽器に分類されている。バルブ機構が開発される前の楽器であり、管体側面の音孔をリコーダーのように指で押さえて演奏する。ただしキー・システムが開発されて以降に作られたものには、クラリネットのようなキーを備えているものもある。音域は楽器や奏者に応じて異なるが、概して中央ハ音の上下両オクターヴに及ぶ。しかしながら、18世紀以来のいくつかの文書は、この楽器は中央ハ音の上、2オクターヴ以上の音にまで届くとしている。また、中央ハの2オクターヴ下まで及ぶものもあり、チューバ発明以前は金管の低音楽器としても使用された。

## 歴史

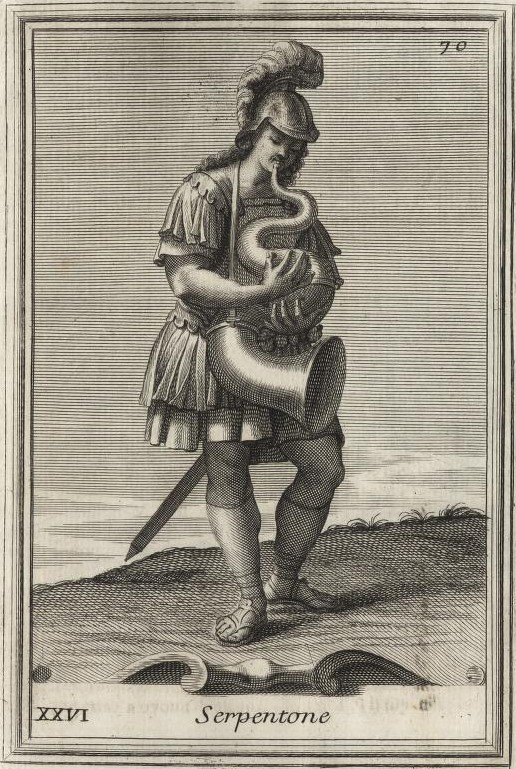
セルパン

セルパンは当初、単旋律聖歌（グレゴリオ聖歌）の音量の補強に用いられたと考えられる。18世紀の中頃、この楽器は軍楽隊で使われ始めた。
19世紀にも純音楽の分野で「セルパン」と呼ばれる楽器が使われ、メンデルスゾーンが交響曲第5番（1830年）において、金管楽器の低音の補強のために使用している。19世紀半ばになるとセルパンはオフィクレイドに取って代わられ、さらにオフィクレイドはバルブ化された金管楽器であるチューバやユーフォニアムによって取って代わられた。以降、このセルパンやオフィクレイドが実演に用いられることはほとんどなくなったが、多くの原型がいまだ現存しており、古楽の演奏会などで使用されることがある。
『題名のない音楽会』（2010年10月24日放送）で、「絶滅危惧の楽器」として紹介された。

## 派生楽器

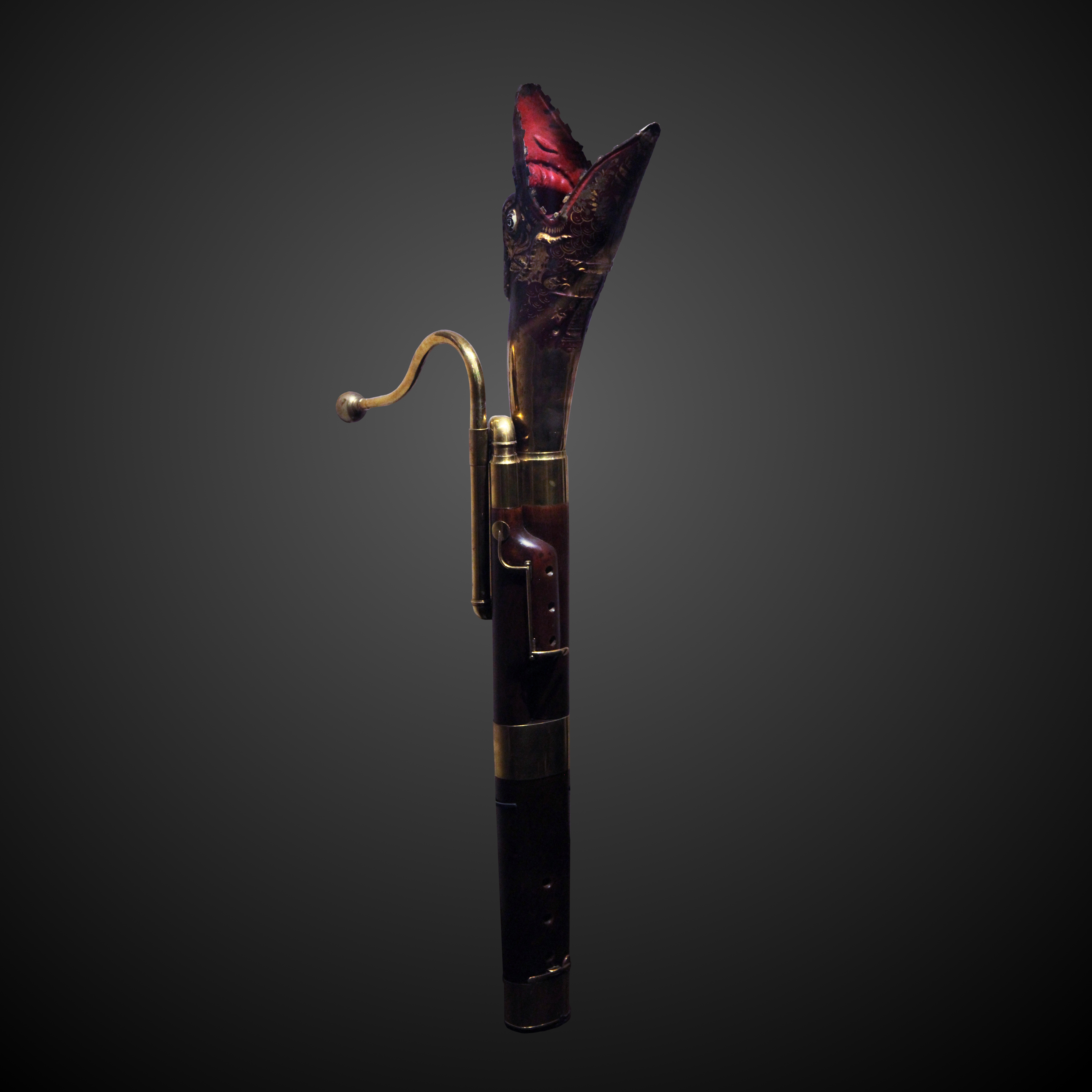
バソン・リュス（ロシアン・バスーン）

セルパンからの派生楽器に、行進の際に持ちやすくしたセルパン・ミリテール （仏:Serpent militaire） ミリタリーセルパン（英:Military serpent）があり。そこからバソン・リュス(仏:basson russe)、またはロシアン・バスーン (英:russian bassoon) と呼ばれる現代式のファゴットのように折り曲げられた管に2つか4つのキーがつけられ、竜の形をしたベルを備えたものが1789年にジャック＝ジョゼフ・レジボ(Jacques-Joseph Régibo、1725頃-1790)によって開発され、プロイセンやロシアの軍楽隊で使用されていた。ベルが通常の朝顔形のものもあり、それを大型にしたものはチンバッソ (CimBasso) と呼ばれてヴェルディの1840年代-70年代のオペラで使用された（現在チンバッソと呼ばれる楽器が登場する前）。

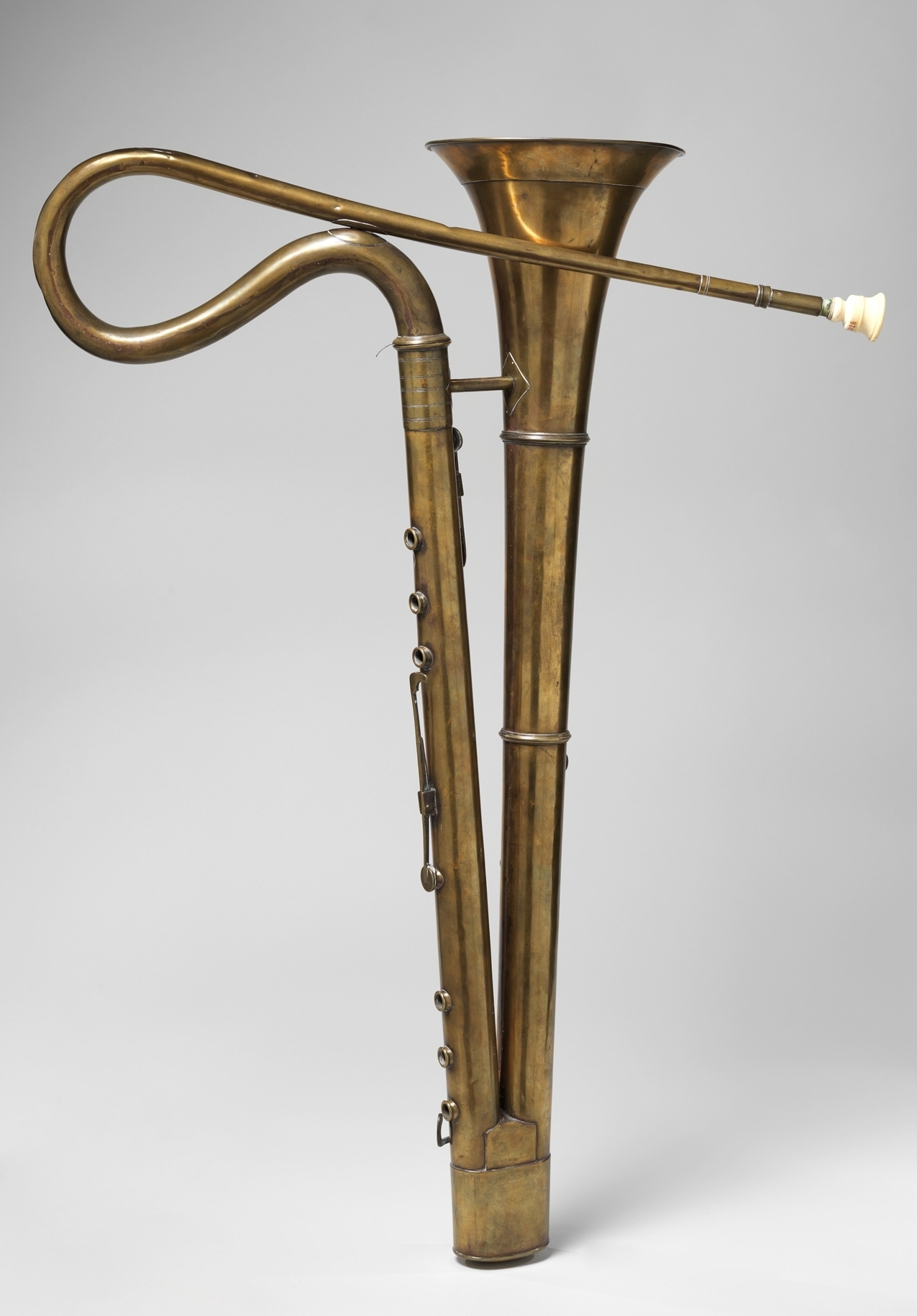
イングリッシュバスホルン

イギリスで使用されたバスホルン (bass horn) と呼ばれる楽器は、イギリスに亡命したフランス人、ルイ・アレクサンドル・フリショ (Louis Alexandre Frichot)が1790年代に開発したV字型のセルパンで、当初は木製だったがのちに金属製になり、イギリスの軍楽隊で20世紀近くまで使用された。イギリスで使用されたためイングリッシュバスホルン (Engish bass horn) やセルパン・アングレ (仏:serpent anglais) とも呼ばれる。メンデルスゾーンが1824年の手紙で、自筆のイラスト付きで示している「イギリスのバスホルン(corno inglese di basso)」はこれのことで、メンデルスゾーンの『夏の夜の夢』の自筆譜にはこの楽器がオーケストラの中に指定されている（出版譜ではオフィクレイドに変更されている）。
より新しい派生楽器には、1828年にジャン＝バティスト・コエフェ（Jean-Baptiste Coeffet） よって開発された、バスホルンのベルの根元に開放型のキーを一つ設置したオフィモノクレイド (ophimonocleide) がある、これはバスホルンの欠点を解消するためのものだが、既にオフィクレイドが開発されていたため、普及することなく消えていった。
1830年代には、非常に大型のコントラバス・セルパンが作られ、その大きさから「アナコンダ」 (anaconda) という冗談めいた名称で呼ばれていた。

## 日本のセルパン奏者
- 橋本晋哉
- 長井和明（ロバの音楽座）
- 東金ミツキ